# Morten Lauridsen
Morten Lauridsen (Colfax, Washington; 27 de febrero de 1943) es un compositor estadounidense de ascendencia danesa.

## Síntesis biográfica
Estudió composición avanzada en La Universidad del Sur de California (University of Southern California), centro de estudios de donde ha sido profesor posteriormente.
Es uno de los compositores angloamericanos de música coral más reconocidos e interpretados del mundo, junto a otros como Eric Whitacre, James Mulholland, Z. Randall Stroope o Paul Halley. Ha escrito tanto música profana como música sacra, la mayoría por encargo.

## Características musicales
La sensación que se desprende de su música coral (ya sea a capela o con acompañamiento de instrumentos) es una sensación de calma y tranquilidad, con cierto toque de dulzura y, sobre todo, con momentos de extrema luminosidad. Todo esto lo consigue a través de series armónicas sencillas llenas de primeras inversiones (especialmente en acordes mayores), acordes de novena que aportan un especial colorido, frases largas y delicadas, saltos de cuarta justa y acordes desplegados en las diferentes voces. Todo ello se encuentra dentro de su personal forma de componer, mitad mística y mitad romántica.

## Obra
- -A Winter Come (sobre poemas de Howard Moss)
  - I. When Frost Moves Fast
  - II. As Birds Come Nearer
  - III. The Racing Waterfall
  - IV. A Child Lay Down
  - V. Who Reads By Starlight
  - VI. And What Of Love
- -Les Chansons des Roses (1993) (ciclo basado en poemas de Rainer Maria Rilke) Coro y piano
  - I. En Une Seule Fleur
  - II. Contre Qui, Rose
  - III. De Ton Rêve Trop Plein
  - IV. La Rose Complete
  - V. Dirait-on
- -Lux Aeterna (1997) (un ciclo muy conocido dentro de su producción sacra) Coro y orquesta de Cámara/ órgano
  - I. Introitus
  - II. In Te, Domine, Speravi
  - III. O Nata Lux
  - IV. Veni, Sancte Spiritus
  - V. Agnus Dei
- -Madrigales: Seis "Firesongs" on Italian Renaissance Poems Coro a cappella
  - I. Ov'è, Lass', Il Bel Viso?
  - II. Quando Son Piu Lontan
  - III. Amor, Io Sento L'alma
  - IV. Io Piango
  - V. Luci Serene e Chiare
  - VI. Se Per Havervi, Oime
- -Mid-Winter Songs (Sobre poemas de Robert Graves) Voz y piano
  - I. Lament for Pasiphae
  - II. Like Snow
  - III. She Tells Her Love While Half Asleep
  - IV. Mid-Winter Waking
  - V. Intercession in Late October
- -Nocturnos (2005)
  - I. Sa Nuit d'Été
  - II. Soneto de la Noche
  - III. Sure on this Shining Night
- -O Magnum Mysterium (1994) Coro a cappella
- -Ubi Caritas et Amor Coro a cappella
- -Cuatro Canciones (Sobre poemas de Lorca) Soprano, Clarinete, Chelo y piano